# Craterostigma gossweileri
Craterostigma gossweileri är en tvåhjärtbladig växtart som först beskrevs av Spencer Le Marchant Moore, och fick sitt nu gällande namn av Fischer, Schäferhoff och Müller. Craterostigma gossweileri ingår i släktet Craterostigma och familjen Linderniaceae. Inga underarter finns listade i Catalogue of Life.